# Суперкубок Либертадорес
Суперкубок Либертадорес (исп. , порт. Supercopa Libertadores), также известен как Суперкубок Жоао Авеланжа (исп. , порт. Supercopa João Havelange) и Южноамериканский суперкубок (исп. Supercopa Sudamericana, порт. Supercopa Sul-americana) — международный футбольный турнир среди клубов Южной Америки. Проводился ежегодно в 1988—1997 годах (всего — 10 розыгрышей). Иногда на русский язык транслитерируется как Суперкопа.

## История
Турнир был организован в связи с успехом Кубка Либертадорес и в подражание Европе, где проводились три популярных международных клубных турнира, а не один, как в Южной Америке. В организации подобного турнира были заинтересованы и сами клубы, так, в национальных первенствах полные трибуны собирались только на матчах, где друг с другом играли гранды (например, в Аргентине — «Ривер Плейт» и «Бока Хуниорс», в Уругвае — «Насьональ» и «Пеньяроль»).
В то же время скопировать формат европейского Кубка обладателей кубков не представлялось возможным, так как в Южной Америке отсутствовали национальные кубковые турниры. Организовать аналог Кубка УЕФА также было нельзя, так как в Кубке Либертадорес играли не только национальные чемпионы, но и вице-чемпионы. В результате было принято решение объединить в Суперкубке клубы, которые когда-либо побеждали в Кубке Либертадорес. Таким образом, победитель этого кубка получал «вечную» прописку в Суперкопе.
Суперкубок подвергался острой критике. Многие специалисты считали, что это соревнование никому не нужно и создано искусственно. Однако вскоре турнир набрал популярность, так как в нём принимали участие только сильнейшие и самые известные клубы Южной Америки. По сути, таким образом в Южной Америке была реализована идея континентальной Суперлиги.
Поначалу Суперкубок разыгрывался по олимпийской системе. В 1995 и 1996 годах в связи с неудобным количеством участников в первом раунде некоторые команды были объединены в группы по три клуба, из которых в дальнейшую стадию выходила пара лучших. В 1997 году 16 команд основной сетки на первом этапе выясняли отношения в группах.
В 1998 году турнир не был проведён и Суперкубок прекратил своё существование. Были попытки спасти турнир, организовав соревнование победителей Суперкопы, но они не увенчались успехом.
Своеобразными преемниками Суперкубка Либертадорес стали, в первую очередь Кубок Меркосур, а также Кубок Мерконорте.

## Финалы
| Сезон      | Победитель                      | Счёт              | Финалист                      |
| ---------- | ------------------------------- | ----------------- | ----------------------------- |
| 1988 Обзор | «Расинг» (Авельянеда)           | 2:1, 1:1          | «Крузейро» (Белу-Оризонти)    |
| 1989 Обзор | «Бока Хуниорс» (Буэнос-Айрес)   | 0:0, 0:0 (п. 5:3) | «Индепендьенте» (Авельянеда)  |
| 1990 Обзор | «Олимпия» (Асунсьон)            | 3:0, 3:3          | «Насьональ» (Монтевидео)      |
| 1991 Обзор | «Крузейро» (Белу-Оризонти)      | 0:2, 3:0          | «Ривер Плейт» (Буэнос-Айрес)  |
| 1992 Обзор | «Крузейро» (Белу-Оризонти)      | 4:0, 0:1          | «Расинг» (Авельянеда)         |
| 1993 Обзор | «Сан-Паулу» (Сан-Паулу)         | 2:2, 2:2 (п. 5:3) | «Фламенго» (Рио-де-Жанейро)   |
| 1994 Обзор | «Индепендьенте» (Авельянеда)    | 1:1, 1:0          | «Бока Хуниорс» (Буэнос-Айрес) |
| 1995 Обзор | «Индепендьенте» (Авельянеда)    | 2:0, 0:1          | «Фламенго» (Рио-де-Жанейро)   |
| 1996 Обзор | «Велес Сарсфилд» (Буэнос-Айрес) | 1:0, 2:0          | «Крузейро» (Белу-Оризонти)    |
| 1997 Обзор | «Ривер Плейт» (Буэнос-Айрес)    | 0:0, 2:1          | «Сан-Паулу» (Сан-Паулу)       |

## Победители и финалисты
| Клуб                            | П | Ф | Годы                   |
| ------------------------------- | - | - | ---------------------- |
| «Крузейро» (Белу-Оризонти)      | 2 | 4 | 1988, 1991, 1992, 1996 |
| «Индепендьенте» (Авельянеда)    | 2 | 3 | 1989, 1994, 1995       |
| «Расинг» (Авельянеда)           | 1 | 2 | 1988, 1992             |
| «Бока Хуниорс» (Буэнос-Айрес)   | 1 | 2 | 1989, 1994             |
| «Сан-Паулу» (Сан-Паулу)         | 1 | 2 | 1993, 1997             |
| «Ривер Плейт» (Буэнос-Айрес)    | 1 | 2 | 1991, 1997             |
| «Олимпия» (Асунсьон)            | 1 | 1 | 1990                   |
| «Велес Сарсфилд» (Буэнос-Айрес) | 1 | 1 | 1996                   |
| «Фламенго» (Рио-де-Жанейро)     | 0 | 2 | 1993, 1995             |
| «Насьональ» (Монтевидео)        | 0 | 1 | 1990                   |

### По странам
| Страна    | П | Ф  |
| --------- | - | -- |
| Аргентина | 6 | 10 |
| Бразилия  | 3 | 8  |
| Парагвай  | 1 | 1  |
| Уругвай   | 0 | 1  |

## Интересные факты
- Роналдо получил известность на международной арене именно благодаря Суперкубку. В 1993 году, когда ему было 16 лет, он стал лучшим бомбардиром розыгрыша (8 мячей) в составе «Крузейро».
- В 1997 году в число участников был добавлен клуб «Васко да Гама», хотя он выиграл Кубок Либертадорес только в 1998 году, однако был победителем Клубного чемпионата Южной Америки, разыгранного один раз — в 1948 году в Сантьяго. Этот турнир был официально признан КОНМЕБОЛ предшественником Кубка Либертадорес.
- Единственными клубами, представляющими не Аргентину и Бразилию, достигшими финала, стали парагвайская «Олимпия» и уругвайский «Насьональ», которые встретились в финале турнира 1990 года. Победу одержал парагвайский клуб.
- Так как привычное для европейцев название Суперкубок этот полноценный турнир уже навсегда закрепил за собой, реальный турнир с соответствующим форматом (то есть, когда отношения выясняют номинанты прошлого сезона) теперь уже нельзя назвать Суперкубок Южной Америки. Речь идёт о Южноамериканской Рекопе.